# 동차좌표
사영기하학에서 동차좌표(同次座標, 영어: homogeneous coordinates)는 {\displaystyle n}차원 사영 공간을 {\displaystyle n+1}개의 좌표로 나타내는 좌표계다.

## 정의
{\displaystyle n}차원 사영 공간은 다음과 같이 정의할 수 있다. {\displaystyle X}가 실수, 복소수, 또는 사원수의 대수라고 하고, {\displaystyle (n+1)}개의 수의 순서쌍의 집합 {\displaystyle X^{n+1}}에 다음과 같은 동치관계를 주자.
{\displaystyle (x_{0},x_{1},\dots ,x_{n})\sim (\lambda x_{0},\lambda x_{1},\dots ,\lambda x_{n})} ({\displaystyle 0\neq \lambda \in X})
그렇다면 {\displaystyle n}차원 사영 공간 {\displaystyle XP^{n}}을 몫공간으로 정의할 수 있다.
{\displaystyle XP^{n}\cong (X^{n+1}\setminus 0)/{\sim }}
이 경우, {\displaystyle (x_{0},x_{1},\dots ,x_{n})}을 {\displaystyle XP^{n}}의 동차좌표라고 한다.

## 성질
동차좌표는 유일하지 않다. 즉, {\displaystyle (x_{0},x_{1},\dots ,x_{n})}과 {\displaystyle (\lambda x_{0},\lambda x_{1},\dots ,\lambda x_{n})}은 사영 공간에서 같은 점을 나타낸다. 다음과 같이
{\displaystyle t_{i}=x_{n}/x_{0}} ({\displaystyle 1\leq i\leq n})
을 정의하여 {\displaystyle n}차원 사영 공간을 {\displaystyle n}개의 좌표로 나타내려 할 수 있지만, 이 경우 {\displaystyle x_{0}=0}인 점들을 나타내지 못한다.
동차좌표는 유일하지 않으므로, 사영 공간 위에 {\displaystyle f(x_{0},x_{1},\dots ,x_{n})=0}과 같은 곡면을 정의하려면, {\displaystyle f}는 같은 점을 나타내는 동차좌표들에 대하여 다음을 만족하여야 한다.
- {\displaystyle f(x_{0},x_{1},\dots ,x_{n})=0}이라면, 모든 {\displaystyle \lambda \neq 0}에 대하여 {\displaystyle f(\lambda x_{0},\lambda x_{1},\dots ,\lambda x_{n})=0}
- {\displaystyle f(x_{0},x_{1},\dots ,x_{n})\neq 0}이라면, 모든 {\displaystyle \lambda \neq 0}에 대하여 {\displaystyle f(\lambda x_{0},\lambda x_{1},\dots ,\lambda x_{n})\neq 0}

만약 {\displaystyle f}가 다항함수라면, {\displaystyle f}는 동차다항식이어야 한다. 즉, 예를 들어
{\displaystyle f_{1}(x_{0},x_{1})=x_{0}^{3}+3x_{0}^{2}x_{1}-x_{0}x_{1}^{2}+2x_{1}^{3}}
는 동차다항식이므로 사영 공간 위에 곡면 {\displaystyle f_{1}=0}을 정의할 수 있지만,
{\displaystyle f_{2}(x_{0},x_{1})=x_{0}^{2}+3x_{0}^{2}x_{1}-x_{0}x_{1}^{2}+2x_{1}^{3}}
는 동차다항식이 아니므로 곡면 {\displaystyle f_{2}=0}을 정의할 수 없다.

## 역사
아우구스트 페르디난트 뫼비우스가 1827년에 도입하였다.